# Markus C. Blaich

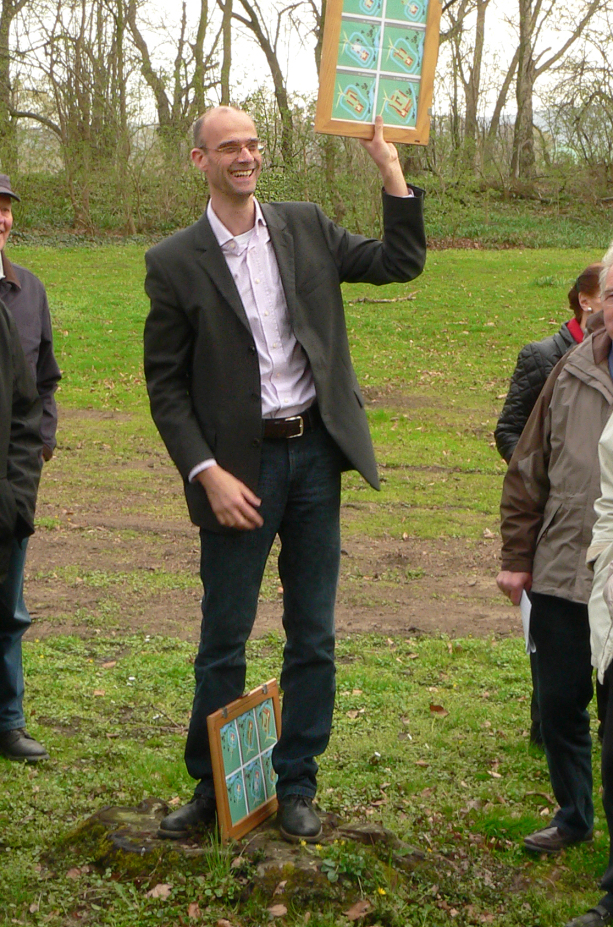
Markus C. Blaich bei einer Führung an der Marienburg, 2016

Markus C. Blaich (* 3. September 1968 in Ingelheim am Rhein) ist ein deutscher Prähistorischer Archäologe und Mittelalterarchäologe. Er gehört dem Verband der Landesarchäologen an.

## Werdegang
Blaich studierte zunächst an der Johannes Gutenberg-Universität Mainz Vor- und Frühgeschichte, Alte Geschichte, Klassische Archäologie und Geographie und wechselte 1992 an die Philipps-Universität Marburg. Dort erlangte er 1997 seinen Magister Artium zum Thema „Die frühalamannischen Funde von Nagold, Kr. Calw“. Seit 1991 war er an mehreren Ausgrabungen in Deutschland und der Denkmalinventarisation der Landesdenkmalämter von Hessen und Rheinland-Pfalz beteiligt.
Nach Tätigkeiten für den Konrad Theiss Verlag in den Jahren 1998 und 1999 folgte ein Aufenthalt an der Albert-Ludwigs-Universität Freiburg. Im Juli 2002 promovierte er an der Philipps-Universität Marburg mit seiner Arbeit „Das Gräberfeld von Eltville, Rhein-Taunus-Kreis. Beiträge zur Siedlungsgeschichte des Rheingaus vom 5. bis 8. Jahrhundert“, die vom Archäologen Horst Wolfgang Böhme betreut und durch ein Stipendium der Graduiertenförderung des Landes Hessen gefördert wurde. Für die mit magna cum laude bewertete Arbeit wurde Markus Blaich 2003 mit dem hessischen Wissenschaftspreis ausgezeichnet. Der Verein für hessische Geschichte und Landeskunde 1834 verlieh Blaich 2003 die Georg-Landau-Medaille für die beste Abschlussarbeit zur hessischen Geschichte. Er ist der erste Preisträger als Archäologe, da die Auszeichnung jeweils an Historiker geht. Von 2002 bis 2004 war er zunächst Volontär, dann wissenschaftlicher Mitarbeiter beim Niedersächsischen Landesamt für Denkmalpflege. In diese Zeit fällt die intensive Beschäftigung mit dem Montanwesen des Harzes und der Rolle des Zisterzienserklosters Walkenried. Ab 2005 bis 2006 war er beim Landesamt für Denkmalpflege und Archäologie Sachsen-Anhalt als wissenschaftlicher Redakteur beschäftigt. Es folgte von 2007 bis 2012 eine Tätigkeit als Projektkoordinator für die Arbeiten zum Entstehen des Archäologie- und Landschaftsparks Königspfalz Werla sowie die Aufarbeitung der Altgrabungen (1875–1964). Diese Aufgabe nahm er für die Bezirksarchäologie Braunschweig des Niedersächsischen Landesamtes für Denkmalpflege in engem Zusammenwirken mit dem Geopark Harz – Braunschweiger Land – Ostfalen wahr. Zwischenzeitlich kuratierte er zum 1200-jährigen Jubiläum der Gründung des Bistums Hildesheims die Ausstellung „Hildesheim im Mittelalter. Die Wurzeln der Rose“ im Roemer- und Pelizaeus-Museum Hildesheim (2013–2015) und war für die wissenschaftliche Begleitung des 2015 zu den UNESCO-Weltkulturerbestätten Dom und Michaeliskirche eingerichtetem Besucherzentrums Welterbe Hildesheim zuständig.

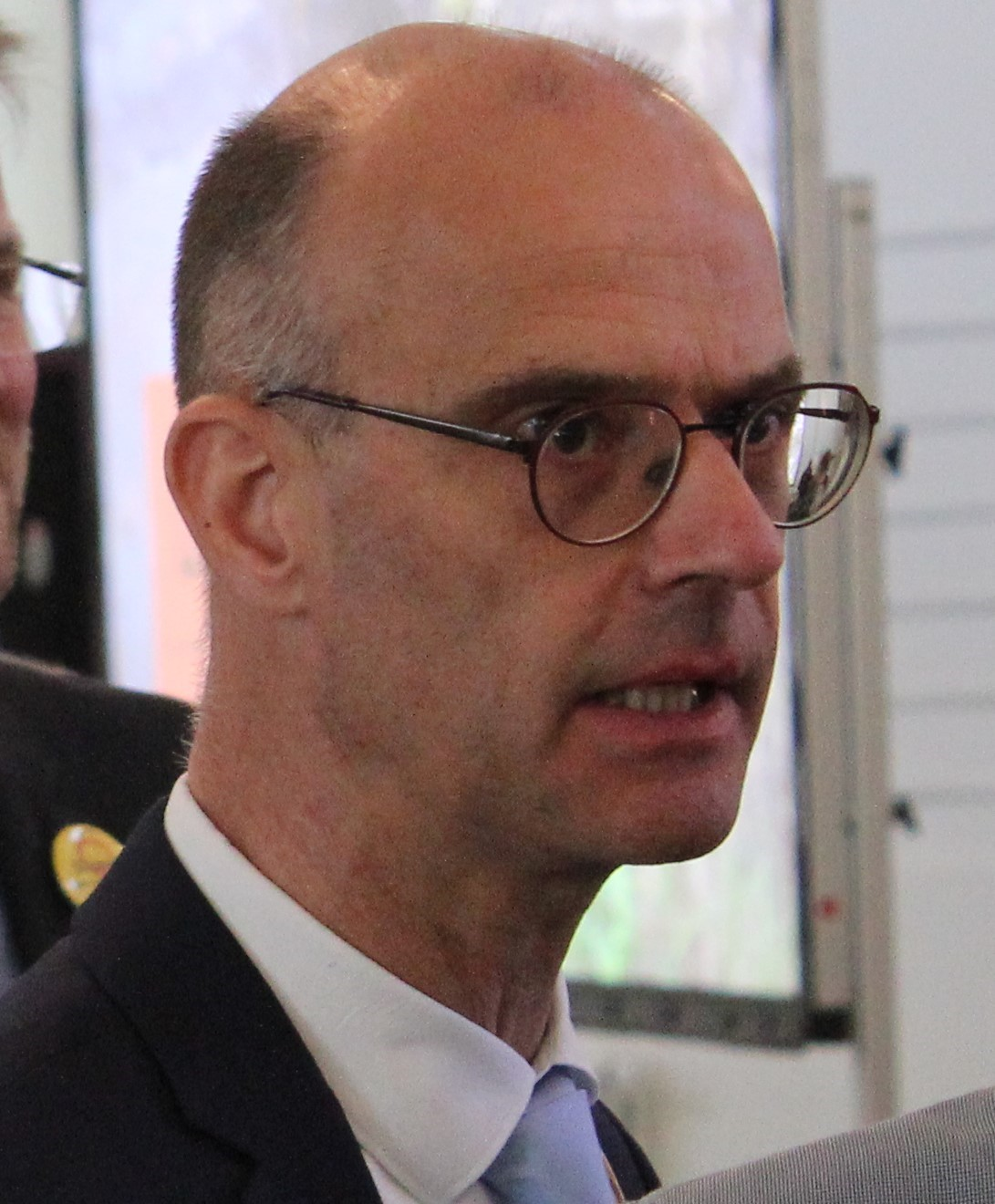
Markus C. Blaich, 2023

Von 2009 bis 2024 war Blaich Lehrbeauftragter für historische Bauforschung an der Hochschule Hildesheim/Holzminden/Göttingen. An der Ruprecht-Karls-Universität Heidelberg vertritt er seit 2015 als Lehrbeauftragter die Mittelalter- und die Neuzeitarchäologie, 2022 erfolgte die Habilitation. Seine wissenschaftlichen Schwerpunkte liegen auf Untersuchungen zu Königspfalzen im Umfeld des Harzes, mittelalterlichen Klöstern in Norddeutschland und der Analyse von frühmittelalterlichen Gräberfeldern. Blaich ist Gründungsmitglied der Arbeitsgemeinschaft „Spätantike und Frühmittelalter“ der Deutschen Altertumsverbände, Mitglied der europäischen Arbeitsgruppe Medieval Europe Research Committee (MERC) und nimmt regelmäßig an den Treffen der europäischen Vereinigung der Burgenforscher, Chateau Gaillard, teil. Im Jahr 2019 wurde er in den Wissenschaftlichen Beirat der Deutschen Burgenvereinigung berufen. Seit dem 1. November 2015 ist Blaich als wissenschaftlicher Angestellter Referent für Mittelalterarchäologie und Bauforschung sowie stellvertretender Leiter der Abteilung Archäologie am Niedersächsischen Landesamt für Denkmalpflege.

## Schriften (Auswahl)
- Die alamannischen Funde von Nagold, Kr. Calw. In: Fundberichte aus Baden-Württemberg 23, 1999, S. 307–365.
- Das frühmittelalterliche Gräberfeld von Eltville, Rheingau-Taunus-Kreis. Beiträge zur Siedlungsgeschichte des Rheingaus vom 5. bis 8. Jahrhundert n. Chr. (= Fundberichte aus Hessen. Beiheft. 2 = Hessische Forschungen zur geschichtlichen Landes- und Volkskunde. 44). Teil 1–2. Habelt, Bonn 2006, ISBN 3-7749-3332-4.
- als Herausgeber mit Regine Schulz, Karl Bernhard Kruse und Ulrich Knufinke: Hildesheim im Mittelalter. Die Wurzeln der Rose. Gerstenberg, Hildesheim 2015, ISBN 978-3-8067-8795-5.
- Werla 2. Die Menschen von Werlaburgdorf. Ein Beitrag zur Geschichte des Nordharzvorlandes im 8. bis 10. Jahrhundert (= Monographien des RGZM. Band 114). Verlag des Römisch-Germanischen Zentralmuseums, Mainz 2013, ISBN 978-3-88467-224-2.
- als Herausgeber mit Michael Geschwinde (Hrsg.): Werla 1. Die Königspfalz. Ihre Geschichte und die Ausgrabungen 1875–1964 (= Monographien des RGZM. Band 126). Verlag des Römisch-Germanischen Zentralmuseums u. a., Mainz u. a. 2015, ISBN 978-3-7954-2983-6.
- als Autor mit Sonja Stadje und Kim Kappes, Die Heldenburg bei Salzderhelden – Burg und Residenz im Fürstentum Grubenhagen (= Wegweiser zur Vor- und Frühgeschichte Niedersachsens 32). Florian Isensee Verlag, Oldenburg 2019, ISBN 978-3-7308-1581-6.
- Werla 4. Curtem nostram nomine Werla – Architektur und Struktur einer ottonischen Königspfalz (= Monographien des RGZM. Band 138). Verlag des Römisch-Germanischen Zentralmuseums u. a., Mainz 2022, ISBN 978-3-88467-345-4 (online).